# Satagídia
Satagídia (Θatagus, Sattagydia, el nom persa, llegit Tatagus, vol dir 'país de les cent vaques') fou una satrapia de la Pèrsia aquemènida. Apareix a la inscripció de Bisutun i es va pensar que es tractava de Sittacene però després, noves dades i interpretacions han modificat aquesta idea.
La regió estava poblada per mal·lians i oxydracis o sudracis. El territori coincideix amb el Panjab. Ja pertanyia als perses en temps de Cir II el Gran a la meitat del segle vi aC; en temps d'Alexandre el Gran hi havia tres reis locals (Tàxiles, Porus i Abisares). La principal ciutat era Tàxila. El rei de Tàxila aspirava a l'hegemonia però que els altres dos reis no respectaven la seva jerarquia; Alexandre va nomenar Filip fill de Machatas i el va fer responsable per tot el territori, amb seu a Tàxila i al qual van quedar supeditats els tres reis de manera igualitària.
La satrapia de Satagídia formava part de la gran satrapia d'Aracòsia. Al seu torn estava formada per tres satrapies de nom desconegut identificades amb nombres (Satagídia 1, 2 i 3).
Sattagydia 1limitava a l'oest amb l'Indus i al nord amb un riu que la separava de Gandhara, segurament el riu Hidaspes (dit actualment Jhelum); el límit al sud era l'Acesines (Chenab) on formava la unió amb el riu Indus. Hi havia els regnes de Porus i Abisares.
Sattagydia 2correspondria a la moderna Caixmir
Sattagydia 3Era a l'est de l'Hidaspes (Jhelum), formada pel regne de Tàxiles; a l'est hi havia el riu Sutlej (Hyphasis) que formava la frontera oriental.